# Бастиља
Бастиља (фр. Bastille) је до појаве ватреног оружја, четвртасто утврђење са високим кулама. Касније се граде да би надвисиле терен испред градских бедема. На платформе њихових кула се поставља артиљерија.

## Париска Бастиља
Саграђена је у 14. вијеку за заштиту Сент Антоан (Saint Antoin) улаза у град Париз. Већ у 15. вијеку постаје затвор, највише за политичке окривљенике. Људи су ту утамничени без суђења и на неодређено вријеме, често по налогу краља (Lettres de cachet). Због овог бесправља и насиља, париска Бастиља постаје омрзнути симбол монархије.
14. јула 1789. народ Париза је извршио јуриш на Бастиљу и ослободио затворенике. Конвент је одлучио идућег дана да сруши Бастиљу, што је урађено до 1791. Заузимање Бастиље је означило почетак Француске револуције, и овај датум је државни празник Француске.

## У говору
Назив Бастиља се често користи за разне институције система, за које постоји осјећај да врше или прикривају неправду.